# Cantonul Saint-Rome-de-Tarn
Cantonul Saint-Rome-de-Tarn este un canton din arondismentul Millau, departamentul Aveyron, regiunea Midi-Pyrénées, Franța.

## Comune
- Ayssènes
- Broquiès
- Brousse-le-Château
- Les Costes-Gozon
- Lestrade-et-Thouels
- Saint-Rome-de-Tarn (reședință)
- Saint-Victor-et-Melvieu
- Le Truel